# Muro en Cameros
Muro en Cameros est une commune de la communauté autonome de La Rioja, en Espagne.

## Démographie
| 1900 | 1910 | 1920 | 1930 | 1940 | 1950 | 1960 | 1970 | 1981 |
| ---- | ---- | ---- | ---- | ---- | ---- | ---- | ---- | ---- |
| 232  | 284  | 255  | 238  | 221  | 198  | 209  | 109  | 55   |

| 1991 | 2001 | 2010 | - | - | - | - | - | - |
| ---- | ---- | ---- | - | - | - | - | - | - |
| 44   | 36   | 36   | - | - | - | - | - | - |

## Administration

### Conseil municipal
La ville de Muro en Cameros comptait 36 habitants aux élections municipales du 26 mai 2019. Son conseil municipal (en espagnol : Pleno del Ayuntamiento) se compose donc de 3 élus.
| Parti | Parti                                    | Voix | %       | Élus  |
| ----- | ---------------------------------------- | ---- | ------- | ----- |
|       | Parti populaire (PP)                     | 19   | 67,86 % | 3 / 3 |
|       | Parti socialiste ouvrier espagnol (PSOE) | 9    | 32,14 % | 0 / 3 |

### Liste des maires
| Mandat    | Maire | Maire                          | Parti |
| --------- | ----- | ------------------------------ | ----- |
| 1979-1983 |       | Faustino Santolaya Peña        | UCD   |
| 1983-1987 |       | Mariano Tabernero Rivas        | AP    |
| 1987-1991 |       | José Félix Santolaya Tabernero | AP    |
| 1991-1995 |       | José Félix Santolaya Tabernero | PP    |
| 1995-1999 |       | Mariano Tabernero Rivas        | PP    |
| 1999-2003 |       | Mariano Tabernero Rivas        | PP    |
| 2003-2007 |       | Mariano Tabernero Rivas        | PP    |
| 2007-2011 |       | Israel Ochoa Carrascosa        | PSOE  |
| 2011-2015 |       | Luis Tejada Tejada             | PP    |
| 2015-2019 |       | Luis Tejada Tejada             | PP    |
| 2019-2023 |       | Miguel Ángel Terroba Moreno    | PP    |